# Karan Johar
Karan Johar (Mumbai, 25 de mayo de 1972) es un director, guionista, presentador y productor indio.
Es hijo del productor del cine Yash Johar. Johar ha tenido muchos éxitos de taquilla, y es el presentador del programa de entrevistas Koffee With Karan.

## Actor
- Amor contra viento y marea (1995)
- Main Hoon Na (2004)
- Home Delivery: Aapko... Ghar Tak (2005)
- Alag (2006) - (Sabse Alag)
- Salaam-e-Ishq (2007) - (voz)
- Om Shanti Om (2007) -  presentador
- C Kkompany (2008) -  presentador
- Fashion (2008)
- Luck by Chance (2009)

## Director
- Algo sucede en mi corazón (1998)
- Kabhi Khushi Kabhie Gham (2001)
- Kabhi Alvida Naa Kehna (2006)
- Mi nombre es Khan (2010)[4]

## Productor
- Duplicate (1998) (coproductor)
- Kal Ho Naa Ho (2003)
- Kaal (2005) (coproductor)
- Dostana (2008)
- Wake Up Sid (2009)
- Kurbaan (2009)
- Koochie Koochie Hota Hain (2010)
- Mi nombre es Khan (2010)
- We Are Family (2010)
- I Hate Luv Storys (2010)
- Agneepath (2012)
- Koochie Koochie Hota Hain (2011)
- Brothers (2015)

## Guionista

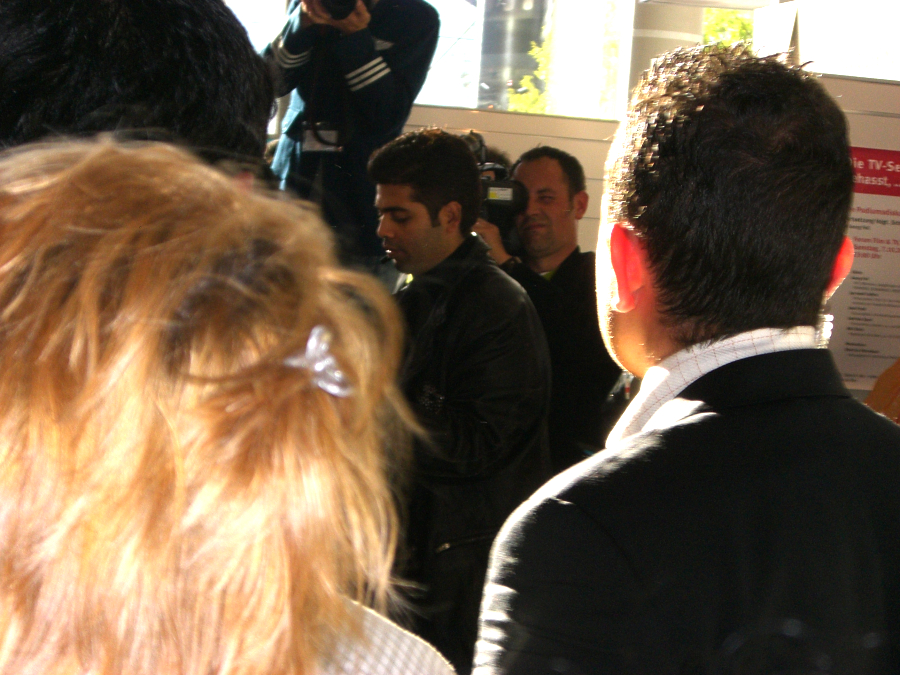
Karan Johar, 2006

- Algo sucede en mi corazón (1998)
- Kabhi Khushi Kabhie Gham (2001)
- Kal Ho Naa Ho (2003)
- Kabhi Alvida Naa Kehna (2006)
- Koochie Koochie Hota Hain (2010)
- Mi nombre es Khan (2010)
- We Are Family (2010)
- Agneepath (2011)
- Koochie Koochie Hota Hain (2011)

## Premios

### Premios Filmfare
- 1999: Mejor Director y Mejor Guion - Algo sucede en mi corazón
- 2002: Mejor Diálogo - Kabhi Khushi Kabhie Gham

### Premios IIFA
- 2001: Mejor Diseño de Vestuario - Mohabbatein
- 2002: Mejor Diálogo - Kabhi Khushi Kabhie Gham

### Premios Star Screen
- 1999: Mejor Director - Algo sucede en mi corazón
- 2004: Mejor Guion - Kal Ho Naa Ho